# Joppa varians
Joppa varians là một loài tò vò trong họ Ichneumonidae.